# Быстрик (Винницкая область)
Быстрик (укр. Бистрик) — село на Украине, находится в Погребищенском районе Винницкой области.
Код КОАТУУ — 0523480802. Население по переписи 2001 года составляет 82 человека. Почтовый индекс — 22231. Телефонный код — 4346.
Занимает площадь 0,09 км².

## Адрес местного совета
22224, Винницкая область, Погребищенский р-н, с. Бабинцы, ул. Победы, 33